# Portugal en la Copa Mundial de Rugby de 2023
La Selección de rugby de Portugal fue uno de los 20 participantes de la Copa Mundial de Rugby de 2023 que se realizó en Francia.
Fue la segunda participación de los Lobos en la Copa Mundial de Rugby.

## Plantel
El 28 de agosto de 2023, Patrice Lagisquet anunció los 33 jugadores para el equipo de la Copa Mundial de Rugby de 2023.
| Nombre                 | Posición       | Fecha de nacimiento      | Encuentros | Club               |
| ---------------------- | -------------- | ------------------------ | ---------- | ------------------ |
| Lionel Campergue       | hooker         | 24 de noviembre de 1987  | 21         | Bassin d'Arcachon  |
| Duarte Diniz           | hooker         | 8 de noviembre de 1995   | 35         | Direito            |
| Mike Tadjer            | hooker         | 10 de marzo de 1989      | 32         | USA Perpignan      |
| Anthony Alves          | pilar          | 23 de julio de 1989      | 31         | Mont-de-Marsan     |
| Francisco Bruno        | pilar          | 28 de mayo de 1995       | 24         | Direito            |
| David Costa            | pilar          | 5 de julio de 1999       | 25         | Direito            |
| Francisco Fernandes    | pilar          | 6 de septiembre de 1985  | 44         | AS Béziers Hérault |
| Diogo Hasse Ferreira   | pilar          | 17 de octubre de 1996    | 29         | Dax                |
| António Machado Santos | pilar          | 9 de junio de 1998       | 2          | Belenenses         |
| Martim Bello           | segunda línea  | 27 de septiembre de 2000 | 2          | Cascais            |
| Steevy Cerqueira       | segunda línea  | 9 de agosto de 1993      | 12         | Chambéry           |
| José Madeira           | segunda línea  | 19 de marzo de 2001      | 32         | Grenoble           |
| Duarte Torgal          | segunda línea  | 23 de diciembre de 1997  | 19         | Direito            |
| Thibault de Freitas    | ala            | 8 de enero de 1992       | 31         | Floirac            |
| João Granate           | ala            | 21 de febrero de 1997    | 31         | Direito            |
| Nicolas Martins        | ala            | 18 de enero de 1999      | 8          | Soyaux Angoulême   |
| Manuel Picão           | ala            | 10 de abril de 1997      | 21         | Direito            |
| Rafael Simões          | ala            | 20 de junio de 1991      | 27         | CDUL               |
| David Wallis           | ala            | 17 de abril de 1997      | 20         | Belenenses         |
| João Bello             | medio scrum    | 2 de agosto de 1995      | 25         | CDUP               |
| Pedro Lucas            | medio scrum    | 16 de octubre de 2000    | 17         | Técnico            |
| Samuel Marques         | medio scrum    | 8 de diciembre de 1988   | 22         | AS Béziers Hérault |
| Joris Moura            | medio apertura | 7 de mayo de 2000        | 1          | Valence Romans     |
| Jerónimo Portela       | medio apertura | 2 de noviembre de 2000   | 25         | Direito            |
| Tomás Appleton (c.)    | centro         | 29 de julio de 1993      | 62         | CDUL               |
| Pedro Bettencourt      | centro         | 18 de noviembre de 1994  | 30         | Oyonnax            |
| José Lima              | centro         | 24 de abril de 1992      | 55         | Narbonne           |
| Rodrigo Marta          | wing           | 18 de noviembre de 1999  | 31         | Colomiers          |
| Vincent Pinto          | Wing           | 10 de abril de 1999      | 14         | Colomiers          |
| Manuel Cardoso Pinto   | wing           | 7 de abril de 1998       | 30         | Agronomia          |
| Raffaele Storti        | wing           | 19 de diciembre de 2000  | 21         | AS Béziers Hérault |
| Simão Bento            | zaguero        | 21 de junio de 2000      | 11         | Mont-de-Marsan     |
| Nuno Sousa Guedes      | Zaguero        | 21 de noviembre de 1994  | 38         | CDUP               |

## Partidos de preparación
| 12 de agosto de 2023 | Portugal | 46 - 20 | Estados Unidos |  |  |

| 26 de agosto de 2023 | Portugal | 17 - 30 | Australia A |  |  |

## Participación

### Grupo C
| Posición | Selección | Partidos | Partidos | Partidos  | Partidos | Tries a favor | Tantos  | Tantos    | Tantos     | Puntos extra | Puntos |
| Posición | Selección | jugados  | ganados  | empatados | perdidos | Tries a favor | a favor | en contra | diferencia | Puntos extra | Puntos |
| -------- | --------- | -------- | -------- | --------- | -------- | ------------- | ------- | --------- | ---------- | ------------ | ------ |
| 1.       | Gales     | 4        | 4        | 0         | 0        | 17            | 143     | 59        | +84        | 3            | 19     |
| 2.       | Fiyi      | 4        | 2        | 0         | 2        | 7             | 88      | 83        | +5         | 3            | 11     |
| 3.       | Australia | 4        | 2        | 0         | 2        | 11            | 90      | 91        | -1         | 3            | 11     |
| 4.       | Portugal  | 4        | 1        | 1         | 2        | 5             | 64      | 103       | -39        | 0            | 6      |
| 5.       | Georgia   | 4        | 0        | 1         | 3        | 14            | 64      | 113       | -49        | 1            | 3      |

#### Partidos
| 16 de septiembre de 2023 | Gales | 28 – 8 | Portugal | Estadio de Niza, Niza |  |

| 23 de septiembre de 2023 | Georgia | 18 – 18 | Portugal | Stadium de Toulouse, Toulouse |  |

| 1 de octubre de 2023 | Australia | 34 – 14 | Portugal | Estadio Geoffroy-Guichard, Saint-Étienne |  |

| 8 de octubre de 2023 | Fiyi | 23 – 24 | Portugal | Stadium de Toulouse, Toulouse |  |